# Drop – Tödliches Date
Drop – Tödliches Date (Originaltitel Drop) ist ein US-amerikanischer Spielfilm aus dem Jahr 2025 mit Meghann Fahy und Brandon Sklenar. Der Mystery-Thriller entstand unter der Regie von Christopher Landon nach einem Drehbuch von Jillian Jacobs und Chris Roach.

## Handlung
Violet ist eine verwitwete Mutter, die nach einigen Jahren wieder ein Date hat. Im Restaurant trifft sie ihre Verabredung Henry, mit dem sie sich gut versteht. 
Im Laufe des Treffens erhält Violet eine Reihe von Nachrichten auf ihrem Smartphone, die immer bedrohlicher werden. Sie wird angewiesen, mit niemanden darüber zu sprechen und den Anweisungen Folge zu leisten.
Andernfalls würde eine vermummte Gestalt, die sie auf den Überwachungskameras ihres Hauses sieht, Violets kleinen Sohn und ihre Schwester, die auf ihn aufpasst, umbringen. Als letzte Anweisung erhält sie den Auftrag, Henry zu töten.

## Besetzung und Synchronisation
Die deutschsprachige Synchronisation übernahm die RC Production. Dialogregie führte Solveig Duda, die auch das Dialogbuch schrieb.
| Rolle          | Darsteller      | Synchronsprecher  |
| -------------- | --------------- | ----------------- |
| Violet Gates   | Meghann Fahy    | Kaya Marie Möller |
| Henry Campbell | Brandon Sklenar | Florian Hoffmann  |
| Blake          | Michael Shea    | Jonas Lauenstein  |
| Cara           | Gabrielle Ryan  | Maria Hönig       |
| Connor         | Travis Nelson   | Dennis Herrmann   |
| Hostess        | Sarah McCormack | Nicole Hannak     |
| Jen Gates      | Violett Beane   | Olivia Büschken   |
| Matt           | Jeffery Self    | Jeremias Koschorz |
| Phil           | Ed Weeks        | Jaron Löwenberg   |
| Richard        | Reed Diamond    | Johannes Berenz   |

## Produktion
Der Film wurde von Blumhouse Productions, Platinum Dunes und Wild Atlantic Pictures produziert, als Produzenten fungierten Michael Bay, Jason Blum, Brad Fuller und Cameron Fuller. Den Vertrieb übernahm Universal Pictures.
Dreharbeiten fanden im April 2024 in Irland statt. In den USA erhielt der Film ein PG-13-Rating.
Die Kamera führte Marc Spicer, die Musik schrieb Bear McCreary, die Montage verantwortete Ben Baudhuin. Das Szenenbild gestaltete Susie Cullen und das Kostümbild Gwen Jeffares Hourie.

## Musik
Soundtrack von Bear McCreary:
1. Drop Main Title
2. Palate
3. Security Camera
4. Initial Endeavor
5. Out of Range
6. Prelude to a Kiss
7. A Tip for Hope
8. Scars from the Past
9. Domestic Violet
10. Yahtzee
11. Home Invasion

## Veröffentlichung
Premiere war am 9. März 2025 am South by Southwest (SXSW) Film & TV-Festival in Austin im US-Bundesstaat Texas.
In den USA kam der Film am 11. April 2025 in die Kinos. Der deutsche Kinostart war am 17. April 2025.
Auf Blu-ray erschien der Film am 10. Juli 2025.

## Rezeption
Sidney Schering vergab auf filmstarts.de vier von fünf Sternen. Der Film sei ein tolles Lebenszeichen für eine oft und vorschnell totgesagte Filmgattung: Ein leinwandfüllender, flott erzählter, reißerisch zugespitzter Thriller mit modernen Ideen, zeitlos-stilvoller Umsetzung und einer sympathisch gespielten Hauptfigur.
Oliver Armknecht bewertete die Produktion auf film-rezensionen.de mit sechs von zehn Punkten. Es sei zwar nicht sehr glaubwürdig, aber spannend, wenn aus der Romanze ein Paranoia-Kammerspielthriller werde. Zum Ende hin schieße der Film aber übers Ziel hinaus und werde unnötig albern.
Ilija Glavas (fünf von zehn Punkte) krititisierte die Produktion auf kinomeister.de als handwerklich solide gemachten Tech-Thriller mit origineller Idee, aber durchwachsener Umsetzung. Spannende Momente, gutes visuelles Gespür und eine starke Hauptdarstellerin könnten nicht darüber hinwegtäuschen, dass Handlung und Dialoge zu oft auf der Stelle treten. Ein Film mit guten Ansätzen, aber deutlich unter seinem Potenzial.
Filmkritikerin Antje Wessels lobte den Streifen als äußerst kurzweiliges Spannungskino in der Tradition von Nicht auflegen!. Neben einer starken Protagonistin und einem zuckersüßen Vielleicht-vielleicht-auch-nicht-Pärchen, gefalle vor allem die elegant gefilmte Kulisse eines Luxusrestaurants, in der sich nach und nach jeder Gast zum Verdächtigen macht.
cineman.ch urteilte, dass der Film zwar nicht alle Erwartungen erfülle, aber trotzdem mit Tempo, Energie und solider Unterhaltung überzeuge. Manchmal sei dieser ein bisschen zu viel von allem: zu grell, zu dramatisch, zu vorhersehbar. Und trotzdem funktioniere es. Vielleicht gerade wegen dieser Überzeichnung entwickelt der Film einen ganz eigenen Charme. Die Inszenierung sei temporeich, die Kameraarbeit clever, der Soundtrack mitreissend.